# 高松英二
高松 英二（たかまつ えいじ、1988年〈昭和63年〉7月2日 - ）は、日本の元プロバスケットボール選手。兵庫県加古川市出身。現役時代のポジションはガード、フォワード。

## 来歴
加古川市立鳩里小学校から加古川市立加古川中学校、育英高等学校を経て京都産業大学へ進学。卒業後、2011年に兵庫ストークスに入団。
2014年1月、契約解除。